# Prunus fruticans
Prunus fruticans är en rosväxtart som beskrevs av Carl Ernst August Weihe. Prunus fruticans ingår i släktet prunusar, och familjen rosväxter.

## Underarter
Arten delas in i följande underarter:
- P. f. ligerina
- P. f. euligerina
- P. f. fastigiata
- P. f. amelanchierflora
- P. f. euamelanchierflora
- P. f. microstigma
- P. f. cordata
- P. f. cuneata